# Delta Doradus
Delta Doradus (Delta Dor / δ Dor) è una stella della costellazione del Dorado situata a circa 145 anni luce dalla Terra, la quarta più brillante della costellazione dopo α Doradus, β Doradus e γ Doradus.

## Osservazione
La sua posizione è fortemente australe e ciò comporta che la stella sia osservabile prevalentemente dall'emisfero sud, dove si presenta circumpolare anche da gran parte delle regioni temperate; dall'emisfero nord la sua visibilità è invece limitata alle regioni temperate meridionali e alla fascia tropicale. La sua magnitudine pari a +4,35, fa sì che possa essere scorta solo con un cielo sufficientemente libero dagli effetti dell'inquinamento luminoso.
Il periodo migliore per la sua osservazione nel cielo serale ricade nei mesi compresi fra fine ottobre e aprile; nell'emisfero sud è visibile anche per un periodo maggiore, grazie alla declinazione australe della stella, mentre nell'emisfero nord può essere osservata in particolare durante i mesi dell'inverno boreale.

## Caratteristiche fisiche
Delta Doradus è una stella bianca di sequenza principale di classe spettrale A7V, lo stesso tipo spettrale di Altair; possiede una temperatura superficiale di 8360 kelvin, un raggio pari a 2,1 volte quello solare e una massa 2,16 volte superiore.
È una stella relativamente giovane, con un'età stimata in circa 590 milioni di anni, che potrebbe possedere un disco circumstellare: infatti, da uno studio del 2006, risulta che l'astro mostra un eccesso di radiazione infrarossa nella lunghezza d'onda dei 60 micron.
La stella è anche la polare sud della Luna: anche se è molto più debole della Stella Polare nord della Terra, è la stella visibile a occhio nudo più vicina al polo celeste del nostro satellite.